# Szerencsi, fel!
A Szerencsi, fel! (6 perces) magyar televíziós 2D-s számítógépes animációs oktatófilm sorozat, amely 2003-ban készült. A filmsorozat az Európai Unió lehetőségeit próbálta megismertetni a szélesebb közönséggel.

## Alkotók
- Rendezte: Rofusz Ferenc
- Írta: Béres Attila, Divinyi Réka, Gát György, Rigó Béla, Trunkó Barnabás, Trunkó Bence, Vígh Anita
- Dramaturg: Világos Beatrix
- Zenéjét szerezte: Holló József, ifj. Erdélyi Gábor
- Producer: Gát György
- Főszerkesztő: Polgár András
- Képes-forgatókönyvírók: Albena Petrova, Ádám László, Herényi Mihály, Hernádi Edit, Hernádi Oszkár, Ivo Ganchev, Riha Erika, Stella Dorin
- Animátor: Tóth Lajos
- Szakértők: Lovas Emese, Madari Ákos
- Gyártásvezető: Medvigy István
- Szinkronrendező: Juhász Anna

Készítette a Magyar Televízió a Belügyminisztérium és a Külügyminisztérium megbízásából.

## Szereplők
- Manó bácsi: Haumann Péter
- Európa: Hegyi Barbara
- Tamás: Kern András
- Kriszta: Tóth Enikő
- Eugén: Baradlay Viktor
- Julcsi: Bogdányi Titanilla
- Boldizsár nagypapa: Szombathy Gyula
- Eugénia nagymama: Hámori Ildikó
- Béla nagybácsi: Szacsvay László
- Patrícia nagynéni: Hernádi Judit
- Bika: Gregor József
- Jean Pierre: Szerednyey Béla
- Norbi: Galambos Péter
- Narrátor: Forgács Gábor